# Ивана Панзаловић
Ивана Панзаловић (Добој, 4. август 1987) српска је глумица.

## Биографија
Рођена је у Добоју, у српској породици. Дипломирала је на Академији сценских уметности у Београду 2010. године. Живи и ради у Београду.

## Улоге
| Год.       | Назив                                 | Улога             |
| ---------- | ------------------------------------- | ----------------- |
| 2010-е     |                                       |                   |
| 2012−2013. | Монтевидео, Бог те видео! (ТВ серија) | Данина девојка 4  |
| 2019.      | Црвени месец                          | Симонида Ковалов  |
| 2020-е     |                                       |                   |
| 2021.      | Три мушкарца и тетка                  | Ања               |
| 2022.      | Певачица (ТВ серија)                  | Водитељка         |
| 2022.      | Чудне љубави                          | Симоновићева жена |
| 2022.      | Убице мог оца (5. сезона)             | Секретар          |
| 2022.      | Игра судбине                          | Сара Бергер       |
| 2023.      | Пукотина у леду                       |                   |
| 2025.      | Игра судбине 9                        | Сара Бергер       |